# Абрамов, Владимир Юрьевич
Влади́мир Ю́рьевич Абра́мов (род. 21 января 1949, Москва) — советский легкоатлет (прыжки в высоту), чемпион и призёр чемпионатов СССР и международных соревнований, мастер спорта СССР международного класса, пионер стиля «фосбери-флоп» в СССР.

## Биография
Представлял спортивное общество «Труд» (Москва), тренер — А. А. Селивёрстов (Заслуженный тренер РСФСР). Входил в сборную СССР.
На чемпионате СССР 1974 года в помещении стал чемпионом с результатом 2,22 м. На этих же соревнованиях в 1975 году стал серебряным призёром с результатом 2,18 м. На чемпионате СССР 1976 года на открытом воздухе завоевал бронзу с результатом 2,18 м.
Личный рекорд (2,24 м) показан в июне 1974 года на соревнованиях на призы газеты «Правда».

## Результаты

### Соревнования
квалификация
| Год             | Соревнование                   | Город           | Дата            | Результат       | Место           | Видео           |
| Прыжки в высоту | Прыжки в высоту                | Прыжки в высоту | Прыжки в высоту | Прыжки в высоту | Прыжки в высоту | Прыжки в высоту |
| --------------- | ------------------------------ | --------------- | --------------- | --------------- | --------------- | --------------- |
| 1973            | Универсиада                    | Москва          | 18 августа      | 2,05 м Q        | 5               |                 |
| 1973            | Универсиада                    | Москва          | 20 августа      | 2,15 м          | III             |                 |
| 1974            | Чемпионат Европы (в помещении) | Гётеборг        | 9 марта         | 2,17 м          | 6               |                 |
| 1974            | Чемпионат Европы               | Рим             | 3 сентября      | 2,14 м Q        | 3               |                 |
| 1974            | Чемпионат Европы               | Рим             | 4 сентября      | 2,10 м          | 12              |                 |

| Год  | Матч                        | Город     | Дата           | Результат | Место | Видео |
| ---- | --------------------------- | --------- | -------------- | --------- | ----- | ----- |
| 1973 | СССР — США (в помещении)    | Ричмонд   | 16 марта       | 2,19 м    | 1     |       |
| 1973 | СССР — Канада (в помещении) | Ванкувер  | 23 марта       | 2,21 м    | 2     |       |
| 1973 | СССР — ГДР — Финляндия      | Хельсинки | 15—16 сентября | 2,14      | 1     |       |

- VII Международные соревнования на призы газеты «Правда» (Москва, 21 июня 1974 года): 1 место — 2,24 м.